# Elektrische Dampflokomotive

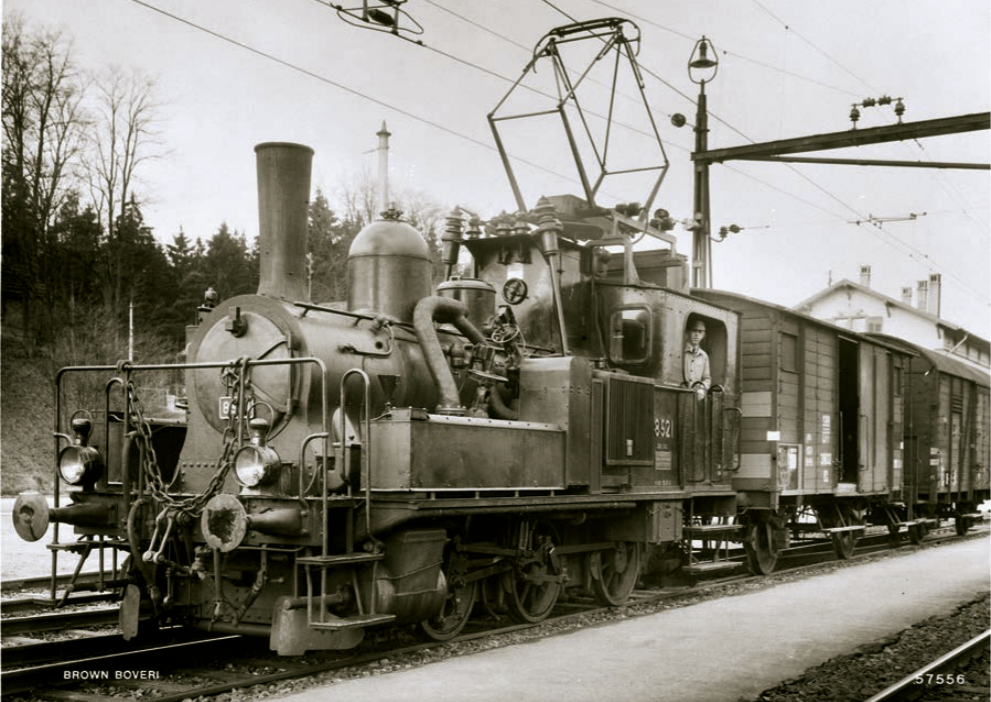
E(e) 3/3 8521 der SBB im elektrischen Einsatz Rangierdienst. Der Kasten hinten auf dem Führerhausdach beherbergt das Batterieladegerät.

Eine Elektrische Dampflokomotive ist eine Sonderform der Dampflokomotive, bei der die Erhitzung des Kesselwassers auf elektrischem Wege erfolgt.
Zwei solche Lokomotiven wurden im Zweiten Weltkrieg bei den Schweizerischen Bundesbahnen (SBB) im Rangierbetrieb eingesetzt, weil man Kohlemangel und Mangel an elektrischen Lokomotiven hatte. Die elektrische Dampflokomotive kann – wenn ihr Kessel aufgeheizt ist – auch bis zu 20 Minuten ohne Energiezufuhr, wie eine feuerlose Dampflokomotive fahren.

## Geschichte und Aufbau
Die beiden Lokomotiven wurden aus bereits existierenden Rangierdampflokomotiven E 3/3 „Tigerli“ umgebaut. Es waren die Nummer 8521 und 8522. Die Lokomotiven der SBB erhielten zwei Elektroverdampfer, die jeweils von einem dazugehörenden Transformator gespeist wurden. Der Stromabnehmer befand sich auf dem Dach, der Ölhauptschalter vor dem Führerhaus auf dem Kessel. Die beiden Transformatoren und die Verdampfer befanden sich beidseitig auf dem Umlaufblech. Das Kesselwasser wurde an der tiefsten Stelle des Kessels entnommen und mit Umwälzpumpen durch die Verdampfer getrieben. Der Dampf wurde dann von den Verdampfern in den Dampfdom zurückgeführt. Die Durchflussmenge betrug 5 l/sek, die stündliche erzeugte Dampfmenge 300 kg mit 12 bar je Verdampfer (zusammen 600 kg). Da der Heizstrom direkt durch die Heizrohre geleitet wurde, war die Spannung auf rund 20 Volt begrenzt.

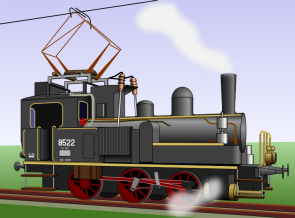
Zeichnung der SBB E(e)

Die Leistung des Transformators betrug 480 kVA. Durch die Heizrohre floss ein Strom von rund 12.000 A. Die Regulierung erfolgte durch Nachspeisen von Wasser mittels Injektoren oder durch Unterbrechen der Stromzufuhr. Die Umwälzpumpen wurden mit Gleichstrom von 36 Volt von einer normalen Wagenbatterie versorgt, welche wiederum über einen Gleichrichter – der an einen Transformator angeschlossenen war – geladen wurde. Die ganze elektrische Einrichtung wog sieben Tonnen, was eine Verstärkung der Tragfedern notwendig machte. Die eigentliche Feuerung wurde nicht verändert und in der Regel wurde ein kleines Kohlefeuer erhalten, um auch fahrleitungslose Gleise länger als 20 Minuten bedienen zu können. Die Kohleersparnis lag trotzdem bei 700–1200 kg pro Tag oder rund 300 Tonnen im Jahr (300 Tonnen entspricht einem Kriegswert von ca. 36.000 Franken). Ein weiter positiver Nebeneffekt der elektrischen Dampferzeugung war, dass eine kalte Lokomotive innerhalb von einer Stunde aufgeheizt und einsatzbereit war. Die Umbaukosten betrugen pro Lokomotive ca. 100.000 Franken.
Eingesetzt wurden die Lokomotiven in Zollikofen (8521) und Brig (8522). Die elektrische Ausrüstung wurde um 1951 wieder entfernt. Während die 8521 im Jahr 1963 abgebrochen wurde, kam die 8522 im Jahr 1964 zur Sursee-Triengen-Bahn und ist heute noch erhalten.